# Julius Kühn (handball)
Pour les articles homonymes, voir Kuhn.
Julius Kühn, né le 1er avril 1993 à Duisbourg, est un handballeur allemand évoluant au poste d'arrière gauche.
Il est notamment champion d'Europe 2016 avec l'équipe nationale d'Allemagne.

## Palmarès

### En équipe nationale
Ses résultats en équipe nationale sont :
Jeux olympiques
- 6e place aux Jeux olympiques de 2020

Championnats du monde
- 9e place au Championnat du monde 2017 en France
- 12e place au Championnat du monde 2021

Championnats d'Europe
- Médaille d'or au Championnat d'Europe 2016 en Pologne
- 9e place au Championnat d'Europe 2018 en Croatie
- 5e place au Championnat d'Europe 2020
- 7e place au Championnat d'Europe 2022